# Saint-Chély-d'Apcher
Saint-Chély-d'Apcher là một xã ở tỉnh Lozère trong vùng Occitanie, phía nam nước Pháp. Khu vực này có độ cao trung bình mét trên mực nước biển.
Saint Chély d'Apcher nằm ở trung tâm vùng Gévaudan, giữa Aubrac và Margeride.
Saint Chély d'Apcher có một tháp chuông nhưng không có nhà thờ và một nhà thờ không có tháp chuông.

## Giao thông
- A75
- RN 9
- RN 106
- SNCF

## Thị xã kết nghĩa
- Tadcaster ở Anh.